# جيمس بويد (سياسي)
جيمس بويد (بالإنجليزية: James Boyd)‏ هو سياسي أسترالي، ولد في 7 يوليو 1867 في المملكة المتحدة، وتوفي في 12 أبريل 1941 في ملبورن في أستراليا. حزبياً، نشط في Liberal Party (Australia, 1909) ‏. وقد انتخب عضو الجمعية التشريعية فيكتوريا عن دائرة Electoral district of Melbourne ‏ (23 يوليو 1901 – 29 ديسمبر 1908) وانتخب عضو مجلس النواب الأسترالي عن دائرة Division of Henty ‏ (31 مايو 1913 – 13 ديسمبر 1919).